# Cavallerleone
Cavallerleone (piemontiul: Cavalion) település Olaszországban, Piemont régióban, Cuneo megyében. Lakosainak száma 671 fő (2023. január 1.). Cavallerleone Murello, Racconigi, Ruffia és Cavallermaggiore községekkel határos.

## Népesség
A település lakossága az elmúlt években az alábbi módon változott:
| Lakosok száma | 644  | 683  | 671  |
|               | 2017 | 2018 | 2023 |